# محله هوایی ایگل کریک
محله هوایی ایگل کریک (به انگلیسی: Eagle Creek Airpark) یک فرودگاه همگانی بهره‌برداری هوایی است که یک باند فرود آسفالت دارد و طول باند آن ۱۲۸۰ متر است. این فرودگاه در شهر ایندیاناپولیس کشور ایالات متحده آمریکا قرار دارد و در ارتفاع ۲۵۱ متری از سطح دریا واقع شده است.